# ペトレ・マリン
ペトレ・マリン（Petre Marin,1973年9月8日 - ）は、ルーマニア・ブカレスト出身のサッカー選手。ポジションはDF(サイドバック)。

## 経歴
1995年から2004年まで、ナシオナル・ブカレストに所属。2004年、ステアウア・ブカレストへ移籍。2004-05,2005-06シーズンはステアウアのリーグ連覇に貢献した。2008年10月17日、リーガ1での400試合出場を達成した。2010年、ソリン・ギオネアの退団に伴いキャプテンに就任した。2010-11シーズンはFCウニレア・ウルジチェニへ入団。